# Karl Ichiro Akiya
Karl Ichiro Akiya (ur. 5 września 1909 w San Francisco, zm. 8 lutego 2001) – japońsko-amerykański pisarz oraz aktywista zajmujący się głównie sprawami politycznymi i społecznymi. Działacz na rzecz praw pracowników zarówno w Stanach Zjednoczonych, jak i Japonii. Był intelektualną postacią w społeczności japońsko-amerykańskiej.

## Życiorys
Urodził się w 1909 roku w San Francisco, w stanie Kalifornia. Wczesne lata swojego życia spędził w Japonii, gdzie w wieku sześciu lat został wysłany do szkoły w celu otrzymania wykształcenia. Politycznie świadomy od lat studenckich, stanowczo lewicowy Akiya wyemigrował do Stanów Zjednoczonych, wyrażając tym samym sprzeciw japońskiemu militaryzmowi panującemu w dekadach poprzedzających II wojnę światową. Podczas II wojny światowej był internowany w Topaz War Relocation Center w Utah.
Był członkiem Japanese American Citizens League, Komunistycznej Partii Stanów Zjednoczonych oraz United Furniture Workers of America. Akiya pisał do różnych periodyków, zarówno amerykańskich jak i japońskich. Wniósł także wkład w Hokubei Shimpo, japońskojęzyczną gazetę wydawaną w Stanach Zjednoczonych. Jego eseje, literatura piękna oraz autobiografia zostały opublikowane w The New York Bungei, japońskojęzycznym magazynie powstałym przy udziale Akiya w 1959 roku. Zdobył nagrodę im. Martina Luthera Kinga stanu Nowy Jork.